# 노태손
노태손(盧泰巽, 1959년 3월 26일 ~ )은 대한민국 인천광역시의회 의원이다.

## 학력
- 청운대학교 중국학과 졸업

## 경력
- 인천광역시 부평구 새마을회 지회장
- 씽크빅 문고 대표
- 2018.07 ~ 2022.06: 제8대 인천광역시의회 의원

## 역대 선거 결과
|  | 25.97% |

|  | 61.95% |

|  | 46.36% |